# Dušan Fabian
Dušan Fabian (ur. 10 listopada 1975, Koszyce, Czechosłowacja) – słowacki pisarz i naukowiec.

## Życiorys
Dušan Fabian urodził się 10 listopada 1975 roku w Koszycach, na terenie ówczesnej Czechosłowacji. Obecnie zatrudniony jest w Instytucie Fizjologii Zwierząt Słowackiej Akademii Nauk. Jest autorem kilkudziesięciu publikacji
Jako pisarz specjalizujący się w horrorze i fantasy jest autorem kilkunastu opowiadań, opublikowanych w czasopismach (Fantázia, Pevnost) i antologiach (Antologie), oraz kilku powieści. 

## Powieści
- Invocatio Elementalium (Wales, 2006)
- Pestis Draconum (Brokilon, 2008)
- Živého mě nedostanou! (Brokilon, 2010)
- Odbila 13. hodina (Artis Omnis, 2012)
- Sonáta pro Azazela (Epocha, 2013)

## Nagrody
Za swoją twórczość uzyskał następujące nagrody:
- 2001 Béla za opowiadanie Migréna
- 2002 Béla za opowiadanie za opowiadanie Tri čierne utorky
- 2006 Encouragement Award – nagroda Europejskiego Stowarzyszenia Science Fiction dla najbardziej obiecującego młodego twórcy
- 2006 Istron za opowiadanie V predvečer prvého mája